# العلاقات الأوغندية الكازاخستانية
العلاقات الأوغندية الكازاخستانية هي العلاقات الثنائية التي تجمع بين أوغندا وكازاخستان.

## مقارنة بين البلدين
هذه مقارنة عامة ومرجعية للدولتين:
| وجه المقارنة                                              | أوغندا                        | كازاخستان                      |
| --------------------------------------------------------- | ----------------------------- | ------------------------------ |
| المساحة (كم2)                                             | 241.04 ألف                    | 2.72 مليون                     |
| عدد السكان (نسمة)                                         | 42.86 مليون                   | 17.95 مليون                    |
| الكثافة السكانية (ن./كم²)                                 | 177.81                        | 6.6                            |
| العاصمة                                                   | كامبالا                       | نور سلطان                      |
| اللغة الرسمية                                             | لغة إنجليزية، اللغة السواحلية | اللغة القازاقية، اللغة الروسية |
| العملة                                                    | شيلينغ أوغندي                 | تينغ كازاخستاني                |
| الناتج المحلي الإجمالي (بليون دولار)                      | 25.89 مليار                   | 159.41 مليار                   |
| الناتج المحلي الإجمالي (تعادل القوة الشرائية) بليون دولار | 72.25 مليار                   | 439.39 مليار                   |
| الناتج المحلي الإجمالي الاسمي للفرد دولار أمريكي          | 705                           | 10.51 ألف                      |
| الناتج المحلي الإجمالي للفرد دولار أمريكي                 | 1.77 ألف                      | 24.23 ألف                      |
| مؤشر التنمية البشرية                                      | 0.483                         | 0.788                          |
| رمز المكالمات الدولي                                      | +256                          | +7                             |
| رمز الإنترنت                                              | .ug                           | .kz، .қаз ‏                     |
| المنطقة الزمنية                                           | ت ع م+03:00                   | ت ع م+05:00، ت ع م+06:00       |

## منظمات دولية مشتركة
يشترك البلدان في عضوية مجموعة من المنظمات الدولية، منها:
| علم المنظمة | اسم المنظمة                               | تاريخ انضمام أوغندا | تاريخ انضمام كازاخستان |
| ----------- | ----------------------------------------- | ------------------- | ---------------------- |
|             | منظمة التعاون الإسلامي                    | ?                   | ?                      |
|             | الاتحاد البريدي العالمي                   | ?                   | ?                      |
|             | يونسكو                                    | 9 نوفمبر 1962       | 22 مايو 1992           |
|             | البنك الدولي للإنشاء والتعمير             | 27 سبتمبر 1963      | 23 يوليو 1992          |
|             | وكالة ضمان الاستثمار متعدد الأطراف        | 10 يونيو 1992       | 12 أغسطس 1993          |
|             | الاتحاد الدولي للاتصالات                  | 8 مارس 1963         | 23 فبراير 1993         |
|             | منظمة الشرطة الجنائية الدولية             | ?                   | ?                      |
|             | مؤسسة التمويل الدولية                     | 27 سبتمبر 1963      | 30 سبتمبر 1993         |
|             | الأمم المتحدة                             | 25 أكتوبر 1962      | 2 مارس 1992            |
|             | مؤسسة التنمية الدولية                     | 27 سبتمبر 1963      | 23 يوليو 1992          |
|             | الفريق المعني برصد الأرض                  | ?                   | ?                      |
|             | منظمة حظر الأسلحة الكيميائية              | ?                   | ?                      |
|             | المركز الدولي لتسوية المنازعات الاستشارية | 14 أكتوبر 1966      | 21 أكتوبر 2000         |

## وصلات خارجية
- موقع وزارة الخارجية الأوغندية
- موقع وزارة الخارجية الكازاخستانية